# Гаплогруппа I2 (Y-ДНК)
Гаплогруппа I2 — гаплогруппа Y-хромосомы. Наивысшей концентрации достигает у жителей Боснии и Герцеговины, Сербии и Хорватии.
До 2008 года была известна под названием I1b. Имеет две субклады — I-L460 и I-L1251.
Гаплогруппа I2 происходит от мутации гаплогруппы I, произошедшей у мужчины, жившего ок. 27 500 лет назад. Сама гаплогруппа возникла между 26 000 — 31 000 лет до нашей эры. Последний общий предок современных носителей гаплогруппы I2-Y283911 жил 21 600 лет назад (даты определены по снипам компанией YFull).
Встречается практически на всей территории современной Европы, максимальной частоты достигает в Динарском нагорье. Мужчины там имеют рекордный для мировой статистики средний рост — 185.6 см.

## Палеогенетика, происхождение
I2* (I-M438), если говорить о крупных гаплогруппах, значительно представленных в генофонде европейцев, является самой древней гаплогруппой Европейского континента. По всем признакам она также является автохтонной гаплогруппой Европы, возникшей именно в границах данного континента. Такой же автохтонно-европейской гаплогруппой является C1a2 — но данная ветвь очень слабо представлена в генофонде европейцев.
Изначально с Ближнего Востока в Европу пришли люди, нёсшие гаплогруппу IJ — 35 000 лет назад. В процессе миграций населения она постепенно превратилась в гаплогруппу I. 
Гаплогруппа I2 (M438/P215/S31) возникла в период позднего палеолита, во время последнего ледникового максимума, между 26 500 — 19 000 лет назад. Определить место или регион в Европе, где произошла гаплогруппа — невозможно, поскольку в тот период все Homo sapiens были охотниками-собирателями — кочевниками, которые постоянно меняли места своих стоянок. Самый старый мужчина-носитель I2 — грот Бишон в Швейцарии, он был представителем азильской культуры, мтДНК у него была U5b1h. К 2016 году проанализировано 15 образцов мужской Y ДНК периода мезолита. Среди этих образцов, один был C1a2 (Испания), один — F (Германия), двое — I (Франция) и шесть образцов — I2 (Люксембург и Швеция), в том числе к I2a1 (P37.2), I2a1a1a (L672), I2a1b (M423) и I2c2 (PF3827), мтДНК образцов — U2e, U4, U5a1, U5a2 и U5b. Четыре образца из России принадлежали Y-хромосомные гаплогруппам — J, R1a1 и R1b1a. Уже на стадии мезолита заметно сильное разнообразие мужских и женских гаплогрупп, но на сегодняшний день C1a2, F, I, J — чрезвычайно мало представлены в генофонде европейцев. В этом своеобразном конкурентном соревновании гаплогруппа I2a1 вышла «победителем», но причины данной «победы» пока не объяснены научно.
Анализ образцов раннего неолита в Анатолии в работе Mathieson et al. (2015) показал, что I2c-L596 существовала 8500 лет назад на территории современной Турции, но носители этой гаплогруппы в итоге были ассимилированы земледельцами периода неолита на пути из Плодородного полумесяца в Европу. В итоге в период неолита все гаплогруппы мезолита в Европе попали под массивную ассимиляцию многочисленными земледельцами неолита, пришедшими с Ближнего Востока. Но даже после этого I2a выделяется на общем фоне европейских гаплогрупп как очень распространённая (второе место — 16 % из 69 образцов периода неолита). Первое место — G2a — это линия, прямо происходящая от земледельцев, пришедших с территории Анатолии.
I2a распространились в старчево-кришской культуре (сущ. между 8000 — 6500 лет назад) и до сих пор являются основной мужской ДНК в Юго Восточной части Европы. В целом I2 активно продолжила развиваться на территории Европы в период медного и бронзового веков. Находки обнаруживаются в Испании — I2a2a-M223, I2a2, I2a2a1 (CTS616). На Юге России (Ямная культура I2a2a1 (CTS9183)), в Венгрии (культура Ватья I2a1), в Германии (Унетицкая культура I2a2b (L38) и I2c2), в Северной Италии (культура Ремеделло I2a1a1)
Концентрация гаплогруппы снизилась, когда в Европу пришли индоевропейцы. В настоящее время гапплогруппа I2 остаётся одной из наиболее распространённых в Европе, уступая Y-хромосомным гапплогруппам R1a и R1b.
На данный момент известно об определении гаплогруппы I2 у представителей большого количества различных археологических культур:
- Эпохи палеолита:
  - гаплогруппа I2* была определён в останках из пещеры Франхти, Греция.
  - субклад I2a найден у представителя азильской культуры из Бишонского грота на территории сегодняшней Швейцарии, датируемая древность этой находки — 13,5 тыс. лет[9][10].
  - I2a2 (ISOGG, version 10.107) определён у позднего эпиграветтского образца San Teodoro 3 из сицилийской пещеры Сан-Теодоро[итал.], жившего после последнего ледникового максимума (LGM) 15 322—14 432 лет назад[11].
- Эпохи мезолита:
  - Одна из субклад I2, I2a1a2 (ранее известная как I2a1b) определена в останках западноевропейского охотника-собирателя с мезолитической стоянки Хеффинген-Лошбур близ Хеффингена в Люксембурге (Человек из Лошбура)[12].
  - I2a1a2 (ранее известный как I2a1b) определили у мезолитического охотника-собирателя, жившего около 7,5 тыс. лет назад на территории нынешней Швеции, возле нынешнего города Мутала[9][13].
  - Гаплогруппа I2 обнаружена у представителей культуры Лепенски-Вир и у обитателя северо-западной Анатолии (Aktopraklık), живших ок. 8,4 тыс. лет назад[14].
  - I2a2 (xI2a2a, I2a2b) или I2a1b*-Y10705>I2a1b2a-S2524>S2524*[15] (ISOGG 2018) определили у темнокожего и голубоглазого человека из Чеддара, I2a2 определили и у образца I6754 (Ogof_yr_ychen_1), датирующегося возрастом 7593—7204 лет до нашей эры[16].
  - I2c1-S6635*[17] и I2a1b-M423 определили у мезолитических обитателей Норвегии, живших в период с 9,4 до 5,8 тыс. лет до настоящего времени (Hummervikholmen, Steigen), митохондриальные гаплогруппы U5a1, U5a1d)[18]
- Эпохи неолита:
  - В неолитической Британии гаплогруппа I2a2a1a1a2 определена у образца I6760 (BurnGround), датирующегося возрастом 3943—3711 лет до н. э. и у образца I6762 (UpperSwell). I2a2a1a1a определена у образца I3041 (Raschoille_1), I2a2a определена у образцов I3039 (Whitehawk_1), I3040 (Whitehawk_2), I2a2a1 определена у образца I6765 (CaveHa3_1), датирующегося возрастом 3654—3523 лет до нашей эры[16]
  - I2a обнаружили у жившего примерно 4360—4490 лет назад представителя неолитической культуры Лендьель и у представителя культуры Кёрёш (Старчево-Кришская культура), жившего примерно 5650—5780 лет назад[19].
  - Y-хромосомные гаплогруппы I2 и I2a были обнаружены у представителей энеолитической культуры Ремеделло[20].
  - I2a1 обнаружен у представителя культуры ямочной керамики Ajvide 58 (2800—2000 BC)[21].
  - У представителя мегалитической культуры из Испании (Ла Мина) была обнаружен субклад I2a2a1[13], у представителей мегалитической культуры из Франции (дольмен La Pierre Fritte) — I2a1[22].
  - I2a2a1b2a-L801 определили у представителя культуры шаровидных амфор[23].
  - I2c1a1 определён у представителей культуры Вартберг[24].
- Эпохи медного и бронзового веков:
  - I2a2a определили у обитателя Атапуэрки (Испания), жившего в медном веке[25].
  - I2a2a1b1b (L699, L703)>I2a2a1b1b1b-Y5669*[26] определили у представителя катакомбной культуры[27].
  - I2a2a1b2b-L623/I2a2a-M223 определили у образца GLR002 (Necropoli di Gattolino) из Италии, I2a1a1-M26 — у образца GLR004 (Necropoli di Gattolino)[28].
  - I2a1a2b-L621 определили у образца I19454 (3000—2000 лет до н. э., RBGR_TellKran_EBA, Kazanlak, Tell Kran (Central, Yasenovo), марош-печицкая культура) из Болгарии[29]
  - I2a-L1229 определили у представителей культур Кишапоштаг и инкрустированной керамики[30]
  - I2a1a2b1a-CTS4002 определили у образца I10479 (2150—1850 лет до н. э., ROU_Arman_BA, Cârlomănești Arman, культура Монтеору) из Румынии (жудец Бузэу)[29]
  - I2a1a2b1a1-Y3120>I2a-CTS10228 определили у образца I18719 из пещеры Безданяча (Bezdanjača Cave) в Хорватии, который археологически датируется поздним бронзовым веком (3200 л. н., Croatia_MBA_LBA), но возможно является средневековым образцом[31][32].
- Средневековье:
  - I2a1b1a-CTS9183, I2a1b1a1b1a1a1a-S391, I2a1b1a2b1-S390, I2a1b1a2b1a2a2-ZS20 определили у варваров VI века с кладбища лангобардов в Соладе[венг.] (Венгрия)[33].
  - I2a1a2b1a1-Y3120 определили у византийского образца I10430 из Орхангази (679-823 calCE, Мармара, Бурса) в Анатолии (митохондриальная гаплогруппа W6)[29].
  - I2a1a2b1a1a-Y3120, наряду с гаплогруппой N1a1, также была специфична для группы венгров-завоевателей Подунавья, особенно для элиты и очень часто сопровождалась восточными митохондриальными линиями. I2a1a2b-L621 могла принадлежать славянам, женившимся на венгерках[34].
  - I2a1a2b1a1a-Y3120/YP196>I2a1b2a1a1b-Y4460>Y3106>Y91535*[35] (Din) обнаружен у останков Глеба Святославича, внука Ярослава Мудрого (VK542, 950—850 л. н.)[36].
  - I2a1b2a1a1a1a3-A16681>A16681*[37] определили у образца Sunghir 6 (730—850 л. н.) из средневекового захоронения на палелитической стоянке Сунгирь на окраине Владимира[38].
  - I2a1b2a1a1a2b-Y16473>Y16473*[39] определили у образца KRA008 из Кракауэр-Берга (Krakauer Berg) в Восточной Германии, датирующегося возрастом примерно 599 л. н. (649—548 л. н.)[40].
  - I2d-CTS2146 определили у образца RIJ001 (1600–1700 гг., мтДНК: H) из Альфена (Нидерланды)[41].

## Субклады
Примечание: на протяжении первого десятилетия XXI века классификация гаплогрупп неоднократно уточнялась и пересматривалась, поэтому в литературе и некоторых статьях Википедии могут быть использованы устаревшие названия.
Приведённая ниже схема основана на исследовании ISOGG 2019, в котором обновлены данные прежней работы Т. М. Карафет и др. (Karafet et al. 2008). Более ранние схемы опубликованы в ISOGG 2007 и ISOGG 2006.
I2 (L68, M438/P215/S31) (ранее I1b)
- I2a (CTS179)
  - I2a1 (L460)
    - I2a1a (P37.2)(ранее I2a, ещё ранее I1b1)
      - I2a1a1 (CTS595)
        - I2a1a1a (M26/L158) "Sardinian" (ранее I2a2, I1b1b)
        - I2a1a1b (S21825) "Western"

      - I2a1a2 (M423) (ранее I2a2, I2a1b)
        - I2a1a2a (L161.1) "Isles"
        - I2a1a2b (L621) "Dinaric"

    - I2a1b (M436) (ранее - I2a2)
      - I2a1b1 (M223)
      - I2a1b2 (FGC29562)

  - I2a2 (L596)
- I2b (L415)

### I2a-M26/L158 "Sardinian"
Гаплогруппа I2a-M26/L158 "Sardinian" (старое название I2a1) составляет около 40 % всех мужских линий на Сардинии (I2a1a1 ~ 39%). Кроме того, она также обнаружена с низкой или умеренной частотой в Стране Басков и на Иберийском полуострове, а также составила 1,6 % (1/64) в выборке албанцев, живущих в Македонии и 1,2 % (3/257) в выборке чехов.
Также данная гаплогруппа встречается на Британских островах.
Предполагается, что ветвь M26 возникла около 18200 лет назад, а последний общий предок всех современных носителей данного варианта жил около 11700 лет назад.

### I2a-M423
I2a-M423 был типичен для населения Европы доиндоевропейского завоевания (см. раздел "Палеогенетика"). Согласно данным компании YFull субклад образовался за 18 200 лет до настоящего времени, расхождение субклады на ветви произошло около 13 400 лет назад. В настоящий момент состоит из следующих ветвей:

### I2a-L161.1 "Isles"
Субклад I2a-L161.1 "Isles" встречается практически исключительно на Британских островах, в Ирландии, и по всей Великобритании, с очень низкой частотой - в континентальной Европе. Согласно данным компании YFull образовалась за 10 600 до настоящего времени, расхождение субклад произошло около 7900 лет назад.

### I2a-L621
I2a1b2-L621/S392 возникла между 11 400 л. н. Последний общий предок современных носителей гаплогруппы I2a1b2-L621 жил 6 500 лет назад (даты определены по снипам компанией YFull).
Субклад I2a-L621 встречается в основном в славянских странах. Максимальная частота наблюдается у динарских славян - словенцы, хорваты, боснийцы, сербы, черногорцы и македонцы. Так же высока частота в Болгарии, Румынии и Молдове, на Западной Украине и в Беларуси. В меньшей степени распространена в Албании, Греции, Словакии и в Польше. Незначительно представлена на юго-западе России. L621 в настоящее время встречается в пять - десять раз чаще, чем гаплогруппа G2a в Юго-Восточной Европе. Напротив, в период неолита G2a была в четыре раза более распространённой гаплогруппой. Подобная смена позиций объясняется индоевропейской миграцией и неразрывно связанными с ними славянскими миграциями населения. В частности, последним исторически зафиксированным рывком в этом распространении являются миграции славян между 6 - 9 веками нашей эры. Большая часть восточно-европейских славян это носители субклада L147.2 (он же CTS10228, CTS2180 или Y3111) "Dinaric" который возник около 5100 лет назад, незадолго до начала экспансии людей из ямной культуры. Но данный субклад имеет общего предка (TMRCA) около 3800 лет назад. И около 1900 лет назад I2a1b - L147.2 резко стал увеличивать свою численность, что совпадает по срокам с окончательным формированием славян. Когда готы, вандалы и бургунды из Восточной Германии и в Польше вторглись в Римскую Империю, славяне смогли заполнить образовавшийся этнический вакуум и заселили эти территории. К 476 году, когда распалась Западная Римская империя, славяне расселились по Динарским Альпам и Балканам. К IX веку нашей эры славяне сформировали современные славяноязычные территории.
Субклад I2a-Disles (Dinaric Isles) - парафилический субклад, в который включают все субклады I2a-L621, кроме I2a-CTS10228 "Dinaric". Данный субклад с очень низкой частотой встречается на Британских островах и во Франции.
Субклад I2a1a2b1a1-CTS10228 (ранее I2a1a2b - Din, в ISOGG2017 - I2a1b2a1a) известен как «Динарская» гаплогруппа (Dinaric). Также этот субклад определяется снипами CTS10228/V4023, CTS5966, CTS2180, CTS5996, FGC12075/YP194, FGC12076/YP217, FGC12077/YP193, FGC12078/Y3107, FGC12081/SK1237/V2129/Y3111, FGC12082/Y3774, FGC12084/Y3775, FGC12096/Y3121, L147.2, S12235, S15187/YP191, S17076/YP188, S17790/YP223, S19015 (ISOGG 2017). Субклад I2a1b2a1a-CTS10228 возник 5 100 л. н. Последний общий предок современных носителей гаплогруппы I2a1b2a1a-CTS10228 жил 3 400 лет назад (даты определены по снипам компанией YFull).
I2a1b2a1a-CTS5966, CTS2180, CTS5996, CTS10228/V4023 распространён по всей юго-восточной Европе (Греция, Македония, Сербия, Хорватия, Словения, Босния и Герцеговина, Албания, Черногория, Чехия, Словакия, Польша, Болгария, Беларусь, Россия, Украина, Венгрия, Австрия, Германия, Швейцария, Румыния, Италия, Молдова, Литва, Латвия), а также найдена в Фенноскандии (Финляндия, Швеция, Норвегия) и в западной Анатолии. Среди «Динарской гаплогруппы» разделяют 2 кластера: разнообразный северный Динарский кластер (Dinaric North cluster - "Din N"); и южный Динарский кластер (Dinaric South cluster - "Din S") - крупнейшую Динарскую ветвь (около 40% всех представителей Din), которая характеризуется снипом I2a1b2a1a1a3-PH908. Наиболее высокая плотность CTS10228 — в Далмации (Хорватия) и Боснии-Герцеговине (>50 %). Расстояние до времени жизни общего предка субклады I2a-L147.2/CTS5966/CTS10228 — 2757±404 года.

### I2a1b1
Распространение субгаплогруппы I2a1b1 хорошо коррелирует с распространением гаплогруппы I1, за исключением Фенноскандии, что позволяет предположить её наличие как минимум в одном из палеолитических убежищ, где также находилась гаплогруппа I1. Отсутствие корреляции между I1 и I2a1b1 в Фенноскандии может быть связано с тем, что на гаплогруппу I2a1b1 в наиболее ранних поселениях региона сильнее повлиял «эффект основателя» и генетический дрейф из-за её редкости, поскольку гаплогруппа I2a1b1 составляет менее 10 % от всего Y-хромосомного разнообразия населения на указанной территории за пределами Нижней Саксонии.
Распространение гаплогрупп I1 и I2a1b1 относительно хорошо коррелирует с историческими границами распространения носителей германских языков. Гаплогруппа I2a1b1 обнаружена более чем у 4 % населения лишь в Германии, Нидерландах, Бельгии, Дании, Англии (кроме Уэльса и Корнуолла), Шотландии, на южной оконечности Швеции и Норвегии, а также в провинциях Нормандия, Мэн, Анжу и Перш на северо-западе Франции, в Провансе на юго-востоке Франции, в исторических областях Италии — Тоскане, Умбрии и Лациуме; а также в Молдове; в России — Рязанской области и в Мордовии. Представляется достаточно вероятным, что присутствие I1 и I2b1 в нынешних Франции, Англии и Италии, а также в восточной Европе связано уже с кельтской и германской экспансией, а в доиндоевропейское время эти гаплогруппы концентрировались лишь в северной Европе. Одна из субклад гаплогруппы I2a1b1, а именно I2a2a1a1-M284, обнаружен почти исключительно у населения Великобритании, что может говорить о его длительной истории существования на Британских островах. Интересно, что с небольшой частотой гаплогруппы I1 и I2b встречаются на территории исторических регионов Вифиния и Галатия в современной Турции, куда их могли принести кельты, мигрировавшие туда по приглашению Никомеда I Вифинского.
Гаплогруппа I2a1b1 также встречается примерно у 1 % населения Сардинии. Дивергенция субклада для мутации I2a2a-M223 произошла около 14,6±3,8 тысяч лет назад (Rootsi 2004). Возраст вариации YSTR для субклада I2a2a-M223 составляет 13,2±2,7 тысяч лет (Rootsi 2004) или 12,3±3,1 тысяч лет (Underhill 2007).

### I2a1b2a
Гаплогруппа I2a1b2a - L38/S154 была обнаружена в скелетных останках, найденных в пещере Лихтенштейн — археологическом памятнике бронзового века в центральной Германии, где также были найдены артефакты культуры полей погребальных урн. Из 19 мужских останков пещеры у 13 была обнаружена гаплогруппа I2a1b2a , у одного — R1b, и у двоих — R1a. Предположительно, пещера находилась в центре тогдашнего распространения гаплогруппы I2a1b2.